# Landgericht Zweibrücken

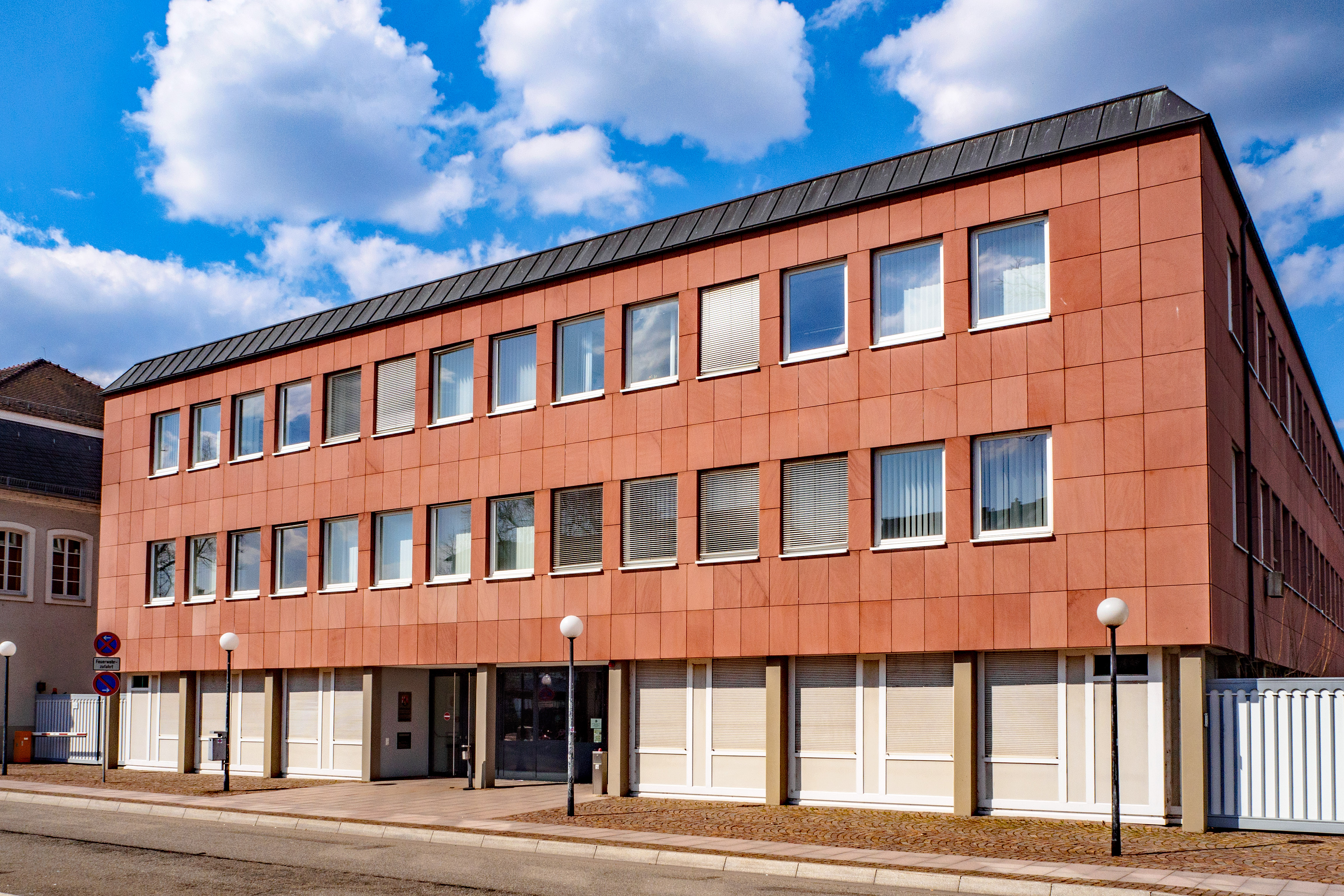
Gerichtsgebäude

Das Landgericht Zweibrücken ist ein Gericht der ordentlichen Gerichtsbarkeit und eines von acht Landgerichten in Rheinland-Pfalz. Es hat seinen Sitz in Zweibrücken.

## Geschichte
Vorläufer des heutigen Landgerichts Zweibrücken war das königlich-bayerische Bezirksgericht Zweibrücken. Es bestand von 1817 bis 1879. Mit dem Inkrafttreten des deutschen Gerichtsverfassungsgesetzes wurde 1879 das Bezirksgericht Zweibrücken wie alle anderen bayerischen Bezirksgerichte aufgelöst. Sein Nachfolger in der Funktion als Gericht der zweiten Instanz war das Landgericht Zweibrücken. Die Bestimmungen dazu enthielt die Königlich Allerhöchste Verordnung, die Bestimmung der Gerichtssitze und die Bildung der Gerichtsbezirke betreffend vom 2. April 1879. Danach dem Landgericht Zweibrücken die Amtsgerichte Blieskastel, Dahn, Homburg, Landstuhl, Pirmasens, St. Ingbert, Waldfischbach, Waldmohr und Zweibrücken zugeordnet.
Im Jahr 1900 wurde der noch geltende französische Code civil vom Bürgerlichen Gesetzbuch (BGB) abgelöst.
1919 wurde das Saargebiet vom Reich abgetrennt. Damit verlor das Landgericht Zweibrücken die Amtsgerichte Blieskastel, Homburg und St. Ingbert, die dem Landgericht Saarbrücken zugeordnet wurden. Siehe auch Gerichtsorganisation im Saargebiet.
Mit der Errichtung des Landes Rheinland-Pfalz am 30. August 1946 ist dieses Land Gerichtsträger des Landgerichts Zweibrücken.

### Landesarbeitsgericht Zweibrücken
Gemäß Arbeitsgerichtsgesetz vom 23. Dezember 1926 wurden in Deutschland Arbeitsgerichte gebildet. Diese waren nur in der ersten Instanz organisatorisch selbstständige Gerichte, die Landesarbeitsgerichte waren den Landgerichten zugeordnet. Am Landgericht Zweibrücken entstand so 1927 das Landesarbeitsgericht Zweibrücken als eines von 23 Landesarbeitsgerichten in Bayern. Sein Sprengel umfasste die Arbeitsgerichte Landstuhl, Pirmasens, Waldmohr und Zweibrücken. Das Landesarbeitsgericht Kaiserslautern wurde bereits zum 1. Januar 1930 aufgehoben, da die Zahl der Landesarbeitsgerichte auf 7 reduziert wurde. Die Aufgaben übernahm das Landesarbeitsgericht Zweibrücken. Damit kamen die Arbeitsgerichte Kaiserslautern, Kirchheimbolanden, Kusel, Lauterecken und Rockenhausen zu seinem Sprengel hinzu.

## Instanzenzug
Zum Gerichtsbezirk gehören die Amtsgerichte Landstuhl, Pirmasens und Zweibrücken.
Dem Landgericht Zweibrücken ist das Pfälzische Oberlandesgericht mit Sitz in Zweibrücken übergeordnet.